# Kyphosus incisor
Kyphosus incisor är en fiskart som först beskrevs av Cuvier, 1831.  Kyphosus incisor ingår i släktet Kyphosus och familjen Kyphosidae. Inga underarter finns listade i Catalogue of Life.